# Skaftárhreppur
Skaftárhreppur ist eine isländische Gemeinde in der Region Suðurland. Am 1. Januar 2023 hatte die Gemeinde 680 Einwohner.

## Geographie
Die Gemeinde grenzt im Westen an die Gemeinde Mýrdalur und den Mýrdalsjökull, im Norden an die Gemeinden Rangárþing ytra und Ásahreppur sowie den Vatnajökull und im Osten an die Gemeinde Hornafjörður. Durch die Gemeinde fließt der namensgebende Fluss Skaftá, der dem Vatnajökull entspringt und durch einen Ausläufer des Langisjór gespeist wird. Ferner befinden sich die Schlucht Eldgjá und die Laki-Krater auf dem Gemeindegebiet.
Am Nordrand von Kirkjubaejarklaustur wurde ab 1945 um den Wasserfall Systrafoss herum ein Wald hauptsächlich aus Birken angelegt, um der Erosion entgegenzuwirken. Hier wächst der zur Zeit höchste Baum Islands, eine 27,2 m (2016) hohe Sitkafichte, die 1949 gepflanzt wurde.

## Geschichte
Die Gemeinde entstand am 10. Juni 1990 aus den Gemeinden Álftavershreppur, Leiðvallarhreppur, Skaftártunguhreppur, Kirkjubæjarhreppur und Hörgslandshreppur. Zusammen mit der Parlamentswahl am 25. September 2021 findet eine Abstimmung über den Zusammenschluss der Gemeinden Ásahreppur, Mýrdalur, Rangárþing eystra, Rangárþing ytra und Skaftárhreppur statt. Bereits um 1200 soll es in Núpsstađur eine Kirche gegeben haben, die dem Hl. Nikolaus geweiht war.

## Kultur

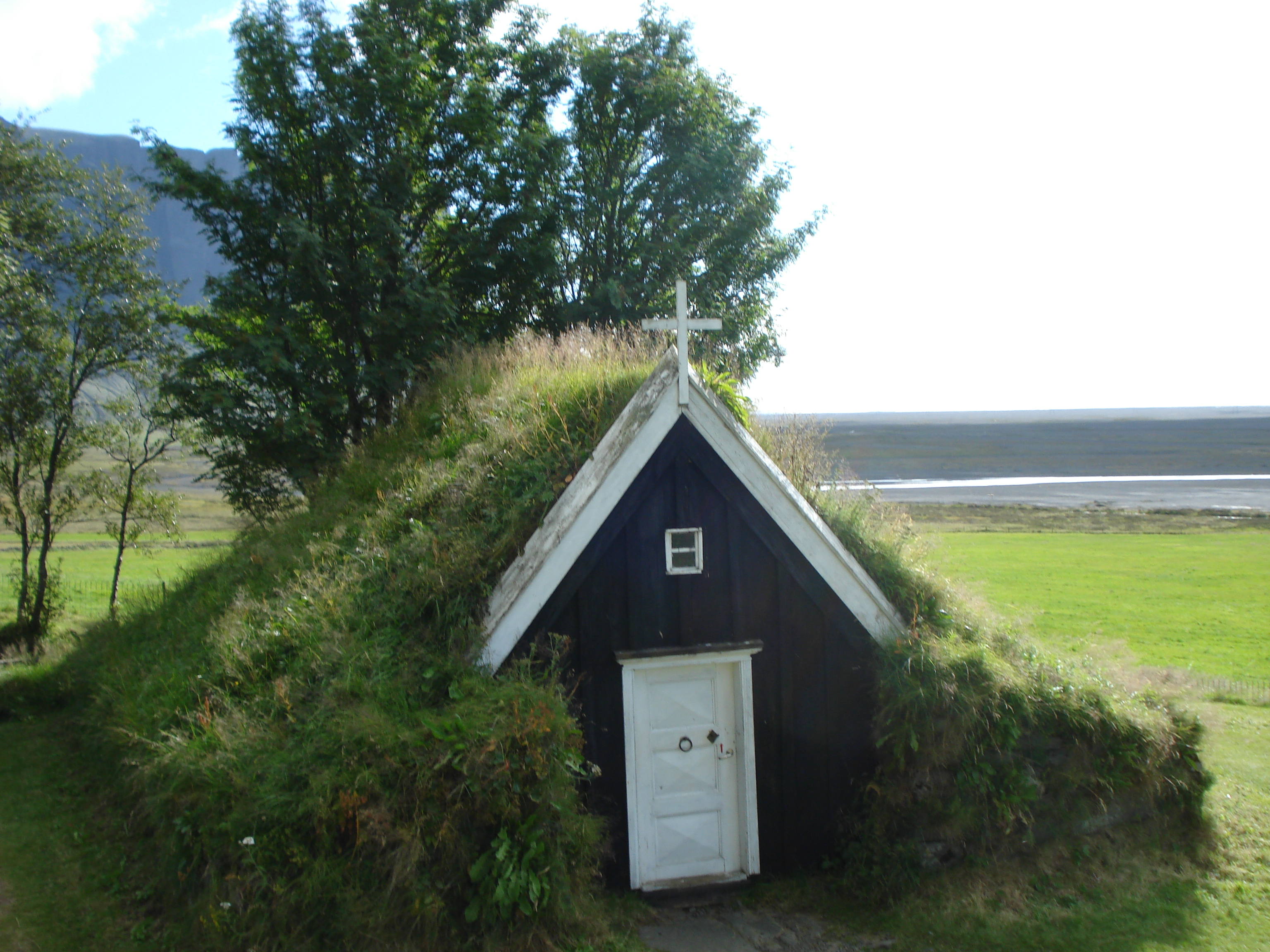
Torfkirche Núpsstaður

Eines der markantesten Gebäude der Gemeinde ist die Torfkirche des Gehöftes Núpsstaður, die im Innern 35 Menschen Platz bietet und mit ihrer Grundfläche von 2,5 × 6 m als die kleinste Torfkirche Islands gilt. Die Kirche wurde ursprünglich 1657 erbaut und erhielt um die Mitte des 19. Jahrhunderts ihre heutige Form und Größe mit 2,5 m dicken Wänden aus Torf und Bruchsteinen. Sie diente zeitweise als Lagerhaus, bis sie 1958–1960 renoviert und 1961 neu geweiht wurde. Seit 1930 steht die Kirche, die sogar über eine Orgel verfügt, mitsamt ihrem umgebenden Friedhof unter Denkmalschutz.
Ein Beispiel moderner Kirchenarchitektur ist die Jóns Steingrímssonar-Kapelle in Kirkjubaejarklaustur, die 1974 eingeweiht wurde und 50 Menschen Platz bietet.

## Orte

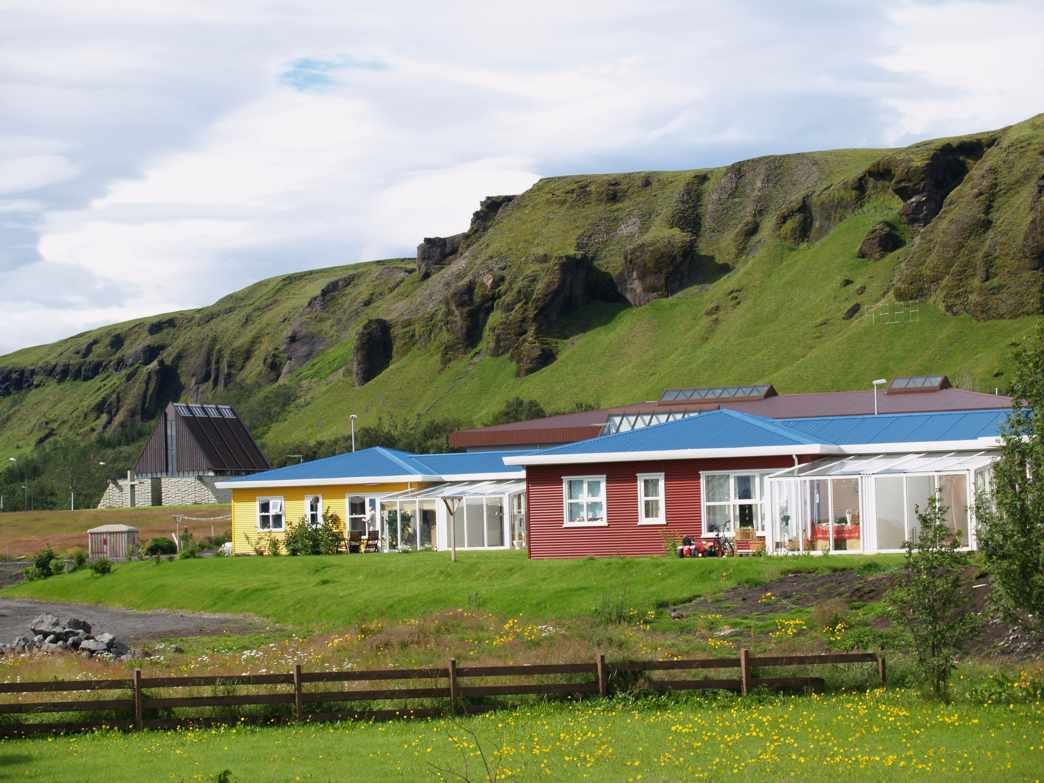
Kirkjubæjarklaustur

Der größte Ort der Gemeinde ist Kirkjubæjarklaustur mit etwa 130 Einwohnern.

## Verkehr
Die Gemeinde ist von Vík í Mýrdal im Westen oder Skaftafell im Osten über die Ringstraße  erreichbar.